# Кнут Фловик Торесен
Кнут Фловик Торесен (норв. Knut Flovik Thoresen; Арендал, Норвешка, 1971) је норвешки историчар, писац и капетан у војсци Краљевине Норвешке.
Служио је у мировним мисијама у Либији, Босни и Херцеговини, Косову и Метохији и Авганистану.
Аутор је више књига које се баве темама из Другог свјетског рата.
На 60. Међународном сајму књиге у Београду, 2015, представљена је књига "У Норвешку, у смрт", и која је након издања на норвешком језику тада објављена и на српском језику. На наслову књиге његово име је уписано као Кнут Флувик Туресен.

## Одликовања
- Златна медаља за храброст „Милош Обилић“ (2022)[2]

### На српском
- Туресен, Кнут Флувик. У Норвешку, у смрт. Catena Mundi. стр. 241.

### На норвешком
- Thoresen, Knut Flovik (1990). Flight officer Tickner's siste tokt. Langemyr forlag. ISBN 978-82-991313-8-4.
- Thoresen, Knut Flovik: Frontkjemperne på Balkan 1941-1945, sett i historisk sammenheng, Eget forlag, 2007
- Thoresen, Knut Flovik (2009). En verden i flammer, frontkjemperen Bjarne Dramstads egen historie. Historie & kultur. ISBN 978-82-92870-21-1.
- Thoresen, Knut Flovik (2010). Soldat på vestfronten, historien om Alf Dramstad. Historie & kultur. ISBN 978-82-92870-39-6.
- Thoresen, Knut Flovik (2011). Forsvarets skole i etterretnings- og sikkerhetstjeneste 1954-1990. ISBN 978-82-998620-0-4.
- Thoresen, Knut Flovik: Geir Brenden (2012). Norske offiserer i Waffen-SS. Historie & kultur. ISBN 978-82-92870-64-8.
- Thoresen, Knut Flovik (2013). To brødre i krig,. Historie & kultur. ISBN 978-82-92870-77-8.